# Guillermo Covas
Guillermo Covas (La Plata, 1 de febrero de 1915-Santa Rosa, 30 de agosto de 1995) fue un ingeniero agrónomo argentino dedicado a la genética y la agrostología, entre muchas otras actividades. De hecho, se dice de él que era un hombre como del Renacimiento, por la concentración con la que encaraba la botánica, el mejoramiento genético vegetal, la forrajicultura, la conservación de suelos y la extensión agropecuaria.

## Biografía
En 1938, se graduó de ingeniero agrónomo por la Universidad Nacional de La Plata. Se inició como botánico y genetista, desempeñándose como docente de las Universidades de La Plata, Buenos Aires, Cuyo y de La Pampa a lo largo de 50 años (de 1938 a 1988). También formó parte del entonces Instituto de Fitotecnia, creado en 1944, en lo que hoy es el Centro Nacional de Investigaciones Agropecuarias de Castelar.
Recién graduado, se suma al equipo de técnicos de la Estación Ángel Gallardo, del entonces Instituto Experimental de Investigaciones y Fomento Agrícolo-Ganadero (AGROINVEST)de la provincia de Santa Fe, junto al Ingeniero Arturo E. Ragonese (1909-1993), participando en numerosas expediciones botánicas y contribuyendo con el herbario provincial, que fuera creado en el año 1935, que hoy se encuentra al cuidado de la Universidad Nacional del Litoral.
Pero es por su trabajo durante largos años en la Estación Experimental Agropecuaria Anguil del Instituto Nacional de Tecnología Agropecuaria que más se lo recuerda. Fue el organizador de la estación experimental, a partir de su creación en abril de 1954, y guio tenazmente al personal para transformar a la misma en sinónimo de recuperación de ambientes degradados, de mejoramiento genético de forrajeras y de aridicultura. Fue su director hasta 1977, por más de veinte años, y fue también presidente del Consejo Directivo del INTA a principios de los ´80.
Realizó una tarea burocrática importante al lograr que el amaranto fuera incorporado al Código Alimentario Argentino
Publicó 95 trabajos científicos y técnicos sobre Botánica Sistemática, citología, genética, sistemática experimental, conservación de suelos y plantas forrajeras. Además publicó 75 contribuciones sobre plantas forrajeras, cártamo, maquinaria agrícola, conservación de suelos y aguas aparecidas en la serie “Información Tecnológica Agropecuaria para la región pampeana semiárida” también editada por el INTA Anguil.
Identificó más de cien nuevas especies vegetales, una tribu, y once combinaciones. Su impacto mayor en el sector productivo se produjo en la fitotecnia, obteniendo 30 nuevos cultivares en alfalfa, avena, cártamo, cebada, cebadilla, centeno, falaris, festuca, pasto llorón, sorgo negro, sorgo forrajero, vicia, tricepiro y amaranto.
Sin duda alguna, la posibilidad forrajera de las regiones pampeanas semiárida y subhúmeda se incrementaron apreciablemente con su labor como fitotecnista en INTA y por su incansable dedicación a la difusión del pasto llorón.

## Honores
- 1970 - Premio Bunge & Born – Ciencias agropecuarias

- 1983 - Diploma al Mérito de los Premios Konex

### Eponimia
- Estación Experimental Agropecuaria Anguil "Ing. Agr. Guillermo Covas"[3]

Especies (5 registros)
- (Asteraceae) Grindelia covasii Adr.Bartoli & Tortosa[4]

- (Verbenaceae) Verbena × covasii Moldenke